# Kernkraftwerk Monju
Das Kernkraftwerk Monju (jap. もんじゅ) ist ein inzwischen stillgelegter schneller Brutreaktor, der in der Stadt Tsuruga in der Präfektur Fukui liegt. Der Reaktor war der einzige schnelle Brüter Japans. Benannt ist Monju nach dem japanischen Namen des Bodhisattva der Weisheit Manjushri. Die Anlage gehört der Japan Atomic Energy Agency. Baubeginn war im Jahr 1985, die Inbetriebnahme erfolgte im Herbst 1994.
Monju verfügte über einen natriumgekühlten Reaktor mit Mischoxid-Brennelementen (kurz: MOX) und drei primären Kühlkreisläufen, die im sogenannten Loop-System arbeiteten. Das Kraftwerk hatte eine elektrische Nettoleistung von 246 MW Netto (280 MW brutto).
Der Reaktor war zwischen 1995 und 2010 insgesamt 250 Tage in Betrieb. Nach 2 Unfällen 1995 und 2010 wurde ihm die Betriebserlaubnis entzogen. Nach einem Natrium-Austritt war Monju vom 8. Dezember 1995 bis zum 6. Mai 2010 außer Betrieb. 45 Tage nach Wiederinbetriebnahme fielen Ausrüstungsgegenstände für die Brennstoffbeladung in den Reaktorbehälter. Im Jahr 2018 genehmigte die japanische Atombehörde den Rückbau. Dieser soll mindestens 30 Jahre dauern und mindestens 375 Mrd. Yen (umgerechnet 2,3 Mrd. Euro) kosten.

## Geschichte
2006 erwog man, bis zum Jahr 2025 einen größeren Nachfolgereaktor zu bauen. Ziel der Regierung war die kommerzielle Nutzung der Brütertechnologie bis 2050.
Am 21. September 2016 entschied die japanische Regierung, den Reaktor abzuschalten und zurückzubauen. Laut Regierungsangaben hätte eine weitere Inbetriebhaltung bis zu fünf Milliarden Euro (500 Milliarden Yen) gekostet.
Am 21. Dezember 2016 wurde über die Stilllegung berichtet. Gleichzeitig soll an der Weiterentwicklung der Schnelle-Brüter-Technologie mit dem älteren Forschungsreaktor Joyo in Japan und einer Kooperation mit Frankreich festgehalten werden.

## Betrieb

### Natrium-Unfall 1995
Am 8. Dezember 1995 – Monju war erst etwa drei Monate am Netz – gab es einen schweren Zwischenfall im Kernreaktor: Aus einem Rohr im sekundären Natrium-Kühlmittelkreislauf trat infolge starker Turbulenzen an einem Messpunkt, an dem mit einem Thermoelement die Temperatur gemessen wurde, ein Leck auf. Eine große Menge Natrium – man schätzte 700 kg bis 3.000 kg – trat aus. Als Alkalimetall reagiert Natrium heftig und unter starker Wärmeentwicklung unter anderem mit Sauerstoff und Luftfeuchtigkeit. Unter ätzenden Dämpfen und Temperaturen von mehreren hundert Grad Celsius begannen einige der aus Stahl gefertigten Anlagenteile in dem betroffenen Raum zu schmelzen.
Um 19:30 Uhr wurde Alarm ausgelöst und die automatische Kontrolle des Reaktors deaktiviert. Jedoch dauerte es bis 21:00 Uhr, bis die Dämpfe festgestellt wurden und das vollständige Herunterfahren der Anlage angeordnet wurde. Bei der Untersuchung des Lecks fand man mehr als drei Tonnen festen Natriums.
Da der Unfall sich im sekundären Kühlkreislauf ereignete, war das ausgetretene Natrium nicht radioaktiv. Die halbstaatliche Betreibergesellschaft des Reaktors Monju, die Power Reactor and Nuclear Fuel Development Corporation (kurz: PNC, heute: Japan Nuclear Cycle Development Institute), versuchte dennoch, das Ausmaß des Zwischenfalls zu vertuschen, unter anderem indem sie falsche Berichte veröffentlichte, ein nach dem Unfall aufgenommenes Video veränderte und die Angestellten unter Schweigepflicht in Bezug auf die Existenz des unverfälschten Videos setzte. Diese Versuche wurden jedoch öffentlich; und die resultierende Reaktion der Öffentlichkeit war heftig. Der Spiegel schrieb:

„Als die Manipulation aufflog, kippte in der japanischen Bevölkerung die Stimmung gegen die Strahlentechnologie. Die Brüterbetreiber, klagte der damalige sozialistische Regierungschef Tomiichi Marayama [sic!], ‚haben ihr Vertrauensverhältnis zur Öffentlichkeit zerstört‘.“

Im Januar 1996 stürzte sich Shigeo Nishimura, ein Hauptabteilungsleiter der Brüterbetreibergesellschaft PNC, deshalb von einem Hochhaus. Er fühlte sich dabei gescheitert, die Öffentlichkeit nach dem größten Unfall der japanischen Nukleargeschichte von der Notwendigkeit der schnellen Brüter zu überzeugen.
Als die japanische Atomenergiekommission (Japan Atomic Energy Commission) am 24. November 2000 ankündigte, den Reaktor Monju wieder in Betrieb zu nehmen, gab es erneut einen öffentlichen Aufschrei und vor Gericht wurde in einer Reihe von Prozessen versucht, die Wiederinbetriebnahme zu verhindern. Am 27. Januar 2003 hob ein Gericht in Kanazawa, eine Außenstelle des Obergerichts Nagoya, seine frühere Entscheidung von 1983 auf, in der es den Bau des Reaktors erlaubt hatte. Allerdings entschied der japanische Oberste Gerichtshof am 30. Mai 2005, dass der Reaktor Monju wieder in Betrieb gehen darf.
Im Frühjahr 2008 genehmigte die Nuclear and Industrial Safety Agency (NISA) den letzten Sicherheitsbericht, der für die Wiederinbetriebnahme der Anlage notwendig war.

### Weitere Störfälle
Im März und April 2008 wurden mehrere defekte Detektoren für Natriumlecks entdeckt, die zu einer Prüfungsanordnung durch die NISA führten und die Wiederinbetriebnahme erneut in Frage stellten.
Am 6. Mai 2010 wurde der Testbetrieb wieder aufgenommen, der Regelbetrieb sollte ab 2013 erfolgen. Bereits vor Erreichen der Kritikalität wurde beim Neustart ein fehlerhafter Detektor für Gaslecks entdeckt. Die Nihon Genshiryoku Kenkyū Kaihatsu Kikō (dt. „Japanische Atomenergieforschungs und -entwicklungsorganisation“; engl. Japan Atomic Energy Agency; Übersetzung der engl. Übersetzung: japanische Atomenergiebehörde) ließ den Betrieb wie geplant weiter laufen, da das fehlerhafte Gerät durch zwei redundante Systeme ersetzt wird.
Am 26. August 2010 kam es zu einem erneuten Unfall, als ein 3 Tonnen schweres Gerät zur Brennstoffbefüllung auf das Reaktorgefäß stürzte und dieses beschädigte. Am 24. Juni 2011 gelang es Arbeitern, das Gerät zu bergen. Wann der Reaktor wieder hochgefahren werden könnte, war darum lange ungewiss.
Die Nuklearkatastrophe von Fukushima (sie begann im März 2011) hat die Einstellung von Bevölkerung und Regierung zur Kernenergie grundlegend verändert (siehe Atomausstieg, Abschnitt 'Japan').
Die Aufsichtsbehörde Genshiryoku Kisei Iinkai (NRA) untersagte im Mai 2013 eine Wiederinbetriebnahme, da die JAEO 11.000 Anlagenteile nicht ausreichend geprüft hatte und Erdbruchlinien unter der Anlage festgestellt wurden.

## Daten des Reaktorblocks
| Reaktorblock | Reaktortyp            | Netto- leistung | Brutto- leistung | Baubeginn  | Netzsyn- chronisation | Abschal- tung |
| ------------ | --------------------- | --------------- | ---------------- | ---------- | --------------------- | --- |
| Monju        | Schneller Brutreaktor | 246 MW          | 280 MW           | 10.05.1986 | 29.08.1995            | Seit 8. Dezember 1995 im Langzeitstillstand. 21. September und 21. Dezember 2016 Entscheidungen zur Stilllegung. |